# Franz Kratochwil
Franz Kratochwil (* 21. Juli 1948 in Wien; † 5. August 2019) war ein österreichischer Schauspieler und Autor.

## Leben
Nach einer Ausbildung zum Friseur wollte Franz Kratochwil Journalist werden. Einige Zeitlang war er für die Stadionzeitung des VfB Stuttgart verantwortlich, bis er in seine Heimatstadt zurückkehrte und bei Oskar Willner am Volkstheater Wien Schauspielunterricht nahm. Danach wirkte Kratochwil an verschiedenen österreichischen Bühnen wie der Tribüne, dem Theater Forum Schwechat, der Österreichischen Länderbühne oder dem Tourneetheater Der Grüne Wagen. Von 1989 bis 2005 war er am Schleswig-Holsteinischen Landestheater in Schleswig engagiert, dort spielte er unter anderem den Gefängniswärter Frosch in der Fledermaus von Johann Strauss und die Figur des Mammon im Jedermann von Hugo von Hofmannsthal.
Seit 2005 freiberuflich tätig veranstaltete Krachtowil häufig Lesungen und schrieb Haikus. Er lebte in Schleswig.

## Filmografie
- 1999: Der Landarzt – Die Geiselnahme

## Auszeichnungen
- 1993: Theaterpreis der Theaterfreunde Schleswig[4]

## Schriften
- 2010: Klaviersonate (Prosa, Haikus, Gedichte), Mohland-Verlag, Goldebek, ISBN 978-3-86675-804-9
- 2011: Der Migrant (Roman, mit Peter Baumann), Mohland-Verlag, Goldebek, ISBN 978-3-86675-169-9